# إزالة حموضة الورق
إزالة حموضة الورق مصطلح يستخدم في علم المكتبات والمعلومات وذلك لحماية ورق الكتب القديمة.
هناك ارتباط وثيق بين التدهور الورقي وبين الحوامض (يتضمن ذلك تلك الموجودة في الورق نتيجة المواد المستخدمة في الصناعة للورق «كإضافة بعض المواد كالراتنج الصنوبري والشب» أو تلك التي يمتصها الورق من الملوثات الجوية).
وتواجه هذه المشكلة في المكتبات ذات المحتوى الورقي، والتي نجد فيها مجموعات الكتب مصابة بالآثار الحامضية.

## طريقة العلاج
هناك الكثير من الطرق لعلاج الكتب الحامضية، انتشرت وبدأت في الظهور في الميدان تقريباً منذ عام 1939 على يد (بارو) والذي أشار إلى إمكانية استخدام بيكربونات الكالسيوم باعتبارها مادة قلوية لها القدرة على ترسيب احتياطي قلوي على الورقة يزيل ما بها من حموضة زائدة (معادلة الأس الهيدروجيني) مع ترك احتياط قلوي يعمل كمانع للتفاعل الحامضي مستقبلاَ.

## الطرق المائية لا زالة حموضة الورق
هناك من الطرق المستخدمة في إزالة الحموضة (الطرق المائية)، ومثل هذة الطرق مناسبة بشكل كبير للأوراق التي لا تحتوي على مكونات قابلة للذوبان في الماء (الورق الطليق غير المجلد) بينما يوجد صعوبة بالنسبة للكتب وغيرها من المجلدات التي تتعرض للانتفاخات الورقية بفعل امتصاص السوائل ومثل هذه تصلح لأن تعالج بالطرق غير المائية.